# Kiribati Protestant Church
Kiribati Protestant Church (KPC, früher: Gilbert Islands Protestant Church) ist eine protestantische christliche Kirche in Kiribati mit ca. 10.000 Mitgliedern, und 136 Gemeinden. Die KPC war die zweitgrößte religiöse Gruppe in Kiribati und vereint ca. 36 % der Bevölkerung des Landes hinter sich.